# 히드로스타키스속
히드로스타키스속(Hydrostachys)은 층층나무목에 속하는 속씨식물 속의 하나이다. 히드로스타키스과(Hydrostachyaceae)의 유일속으로 약 22종을 포함하고 있으며, 마다가스카르와 아프리카 남부 및 중부 지역에서 자생한다. 히드로스타키스속의 모든 종은 수생이며, 물살이 빠른 물속 바위 위에서 자란다.

## 종
| - Hydrostachys decaryi - Hydrostachys distichophylla - Hydrostachys fimbriata - Hydrostachys imbricata - Hydrostachys laciniata - Hydrostachys longifida - Hydrostachys maxima | - Hydrostachys monoica - Hydrostachys multifida (=H. goudotiana, H. longipoda) - Hydrostachys perrieri - Hydrostachys plumosa - Hydrostachys stolonifera - Hydrostachys trifaria - Hydrostachys verruculosa |